# Vickers Type 143
Vickers Type 143 hay Bolivian Scout là một loại máy bay tiêm kích hai tầng cánh của Anh, do hãng Vickers thiết kế chế tạo giai đoạn 1929-1930.

## Biến thể
Vickers Type 143
Vickers Type 177

## Quốc gia sử dụng
Bolivia
- Không quân Bolivia

 Anh Quốc
- Không quân Hải quân Hoàng gia

## Tính năng kỹ chiến thuật (Type 143)
Dữ liệu lấy từ The Complete Book of Fighters
Đặc điểm tổng quát
- Kíp lái: 1
- Chiều dài: 27 ft 10½ in (8,50 m)
- Sải cánh: 34 ft 0 in (10,36 m)
- Chiều cao: 11 ft 3 in (3,43 m)
- Diện tích cánh: 336 ft² (31,2 m²)
- Trọng lượng rỗng: 2.246 lb (1.019 kg)
- Trọng lượng có tải: 3.120 lb (1.415 kg)
- Động cơ: 1 × Bristol Jupiter VIA, 450 hp (336 kW)

 Hiệu suất bay 
- Vận tốc cực đại: 130 kn (150 mph, 241 km/h) trên độ cao 11.500 ft (3.500 m)
- Trần bay: 20.000 ft (6.100 m)
- Tải trên cánh: 9,29 lb/ft² (45,4 kg/m²)
- Công suất/trọng lượng: 0,144 hp/lb (0,237 kW/kg)
- Lên độ cao 13.100 ft (3.990 m): 10 phút

Trang bị vũ khí

- 2 Súng máy Vickers